# Наговицын, Вячеслав Лаврентьевич
Вячеслав Лаврентьевич Наговицын (21 декабря 1939, Магнитогорск — 20 июня 2023, Санкт-Петербург) — советский и российский музыкант, композитор и музыкальный педагог. Заслуженный деятель искусств Российской Федерации (1999).

## Биография
Родился 21 декабря 1939 года в Магнитогорске. Окончил музыкальную школу по классу скрипки в Улан-Удэ.
В 1954—1958 гг. учился в Музыкальном училище имени М. П. Мусоргского в Ленинграде по классу скрипки у Бориса Крюгера, одновременно занимался в Семинаре самодеятельных композиторов под руководством Иосифа Пустыльника. Затем окончил Ленинградскую консерваторию (1963) по классам скрипки Михаила Белякова и композиции Виктора Волошинова и Вадима Салманова. В сезоне 1963—1964 гг. играл в оркестре Бурятского театра оперы и балета.
В 1964—1966 гг. учился в аспирантуре у Дмитрия Шостаковича, которому затем посвятил свой скрипичный концерт (1968); по рекомендации Шостаковича был принят в Союз композиторов СССР (1964), вообще Шостакович симпатизировал Наговицыну не только в творческом аспекте, но и по-человечески.

## Преподавательская деятельность
В 1966—1970 гг. преподавал в Музыкальном училище имени М. П. Мусоргского, в 1968—1970 гг. одновременно заведовал музыкальной частью в Ленинградском театре комедии. В 1970—1973 гг. работал редактором в Ленинградском отделении издательства «Советский композитор». С 1973 года преподаватель полифонии и композиции в Ленинградской консерватории, с 1993 г. доцент, с 2007 г. профессор.
Первым заметным сочинением Наговицына стала соната для флейты и фортепиано (1962). Наговицыну принадлежат симфония, симфонический этюд «Отражения» (к 100-летию Шостаковича), различные камерные, фортепианные и вокальные произведения. Им завершены и оркестрованы неоконченные оперы Модеста Мусоргского «Женитьба» (1991, по заказу Мариинского театра) и «Саламбо». Скрипичный концерт Наговицына записан Мариной Яшвили (1983).
Скончался 20 июня 2023 года на 84-м году жизни.